# الحسناء والوحش (الموسيقى التصويرية)
صدرت الموسيقى التصويرية الأصلية لأول مرة لفيلم الرسوم المتحركة (الجميلة والوحش)  في التاسع والعشرين من شهر أكتوبر عام 1991. من إنتاج وتوزيع شركة والت ديزني وكانت جميع المقطوعات من تأليف الملحن آلان مينكين وساهم الشاعر الغنائي هاوارد اشمان في تأليف معظمها.
تمثل المقطوعات والأغاني في هذا الألبوم نوعاً من أنواع الأدب الموسيقي المسرحي، إذ تأثرت بالموسيقى الفرنسية والموسيقى الكلاسيكية وموسيقى البوب والتقديم المسرحي، لتجمع بتجانس بين هذه الأساليب وتقدم تجربةً متكاملة للمشاهد.
تنسب الموسيقى التصويرية الأصلية إلى عدد من الفنانين، قدم بعضها الممثلون الأساسيون (مؤدو الأصوات) في الفيلم،
وهم (حسب ترتيب ظهورهم في الفيلم): 
- بيج أوهارا
- ريتشارد وايت
- جيسي كورتي
- جيري اورباتش
- أنجيلا لانسبوري
- روبي بينسون.

كما يضم الألبوم اثنين من فناني التسجيل، هما: سيلين ديون وبيبو برايسن، اللذان أدَّيا لشارة المقدمة وأغنية الفيلم الرئيسية في نسخة خاصة من الألبوم كنوع من الترويج للفيلم، والتي تعتبر الموسيقى التصويرية الوحيدة في الوقت نفسه.
كان النجاح الذي حققه فيلم الرسوم المتحركة (الحورية الصغيرة) في عام 1989، هو الدافع لإنتاج فيلم موسيقي آخر وتحويل القصة الشعبية التي بعنوان (الحسناء والوحش) إلى فيلم كرتوني. إذ كانت شركة والت ديزني تعاني من أزمة صعبة تتمحور حول صنع فيلم كرتوني ناجح قبل إنتاج فيلم الحورية الصغيرة.

## جوائز حازت عليها
حققت الموسيقى التصويرية لفيلم "الحسناء والوحش" نجاحًا ملحوظًا مماثلًا لنجاح الفيلم نفسه، حيث تلقت إشادة واسعة على مستوى العالم. كفيلم كرتوني تمكن الألبوم من الفوز بعدة جوائز مرموقة، بما في ذلك جائزة غولدن غلوب لأفضل موسيقى تصويرية، وجائزة الأوسكار لأفضل موسيقى تصويرية، وجائزة غرامي لأفضل تأليف موسيقي كتب لوسائل الإعلام.
كما حققت أغنية الفيلم الرئيسية (الحسناء والوحش) نجاحا مماثلا، حيث حازت على جائزة غولدن غلوب لأفضل أغنية أصلية، وجائزة الأوسكار لأفضل أغنية أصلية وجائزة غرامي لأفضل أغنية كتبت لأجهزة الإعلام البصرية وأفضل أداء لموسيقى البوب كعمل ثنائي أو مشترك. إضافة إلى ذلك، تم ترشيح الموسيقى التصويرية لجائزة غرامي لألبوم السنة.
في عام 2001 أُعيد إصدار الموسيقى التصويرية بإصدار خاص يتماشى مع نسخة الفلم الخاصة بـ (آيماكس) والنسخة البلاتينية التي أصدرت على قرصين. ويتضمن الإصدار الجديد أغنية "Transformation" أي "التحوُّل" المستخدمة في الفيلم والتي استبدلت بنسخة حديثة وغير مستخدمة في بعض التسجيلات الأولية، كما يتضمن أيضاً الأغنية الكرتونية الجديدة "Human Again" أي" إنسان من جديد"، والموسيقى المخصصة لمشهد "Transformation" بعنوان "Death of the Beast (Early Version)" أي "موت الوحش (نسخة مبكرة) "ونسخ تجريبية لـ"Be Our Guest" أي "كن ضيفنا" والأغنية الرئيسية. وفي أكتوبر عام 2010 أُعيد إصدار الموسيقى التصويرية مجددًا في إصدار ماسي يتماشى مع النسختين الماسيتين من الفيلم على Blu-ray ودي في دي، كما أن نسخة عام 1991 من الموسيقى التصويرية تم إصدارها مجددًا مع أغنية "Beauty and the Beast" أي "الجميلة والوحش" من أداء جوردن سباركس كأغنية إضافية.

## التاريخ
إبان فترة السبعينات والثمانينات، كافحت استوديوهات والت ديزني للرسوم المتحركة لإطلاق أفلام رسوم متحركة ناجحة بنفس مستوى نجاح الأعمال التي أنتجها الاستوديو في وقت سابق. في عام 1989، أصدرت والت ديزني حورية البحر الصغيرة، وهو فيلم موسيقي للرسوم المتحركة يحتوي علي أغاني من تأليف الشاعر الغنائي هاوارد أشمان والملحن ألان مينكن، حيث حقق فيلم حورية البحر الصغيرة نجاحا إعلاميا هائلا. وعلى أمل إصدار فيلم قادر علي تحقيق نجاح مماثل، قرر الأستوديو بواسطة جان ماري لو برينس دي بومون تحويل القصة الخرافية (الحسناء والوحش) إلى فيلم رسومي.
قبل المشاركة مهنيا مع ديزني، تعاون أشمان ومينكن على إنتاج عمل موسيقي لفيلم متجر الرعب الصغير (Little Shop of Horrors) وما تلاه من إنتاج أفلام موسيقية أخرى. وبعد محاولة الاستوديو لتحويل القصة الخرافية إلى فيلم رسومي غير موسيقي تحت إشراف، لم يكن ريتشارد بوردوم - الرئيس التنفيذي لشركة ديزني جيفري كاتزنبرج - راضيا عن الاتجاه الذي سلكه الفيلم، لذلك أمر بإلغاء الفيلم وإعادة تحضيره من نقطة الصفر وتحويله هذه المرة إلى فيلم رسومي موسيقي.حيث تعاقد كاتزنبرج مع كاتب السيناريو، بالإضافة إلى توظيف أشمان ومينكن لكتابة أغاني الفيلم.

### صحة اشمان
في البداية، كان أشمان مترددا في الموافقة على العمل على فيلم الحسناء والوحش لأنه تم مؤخرا تشخيص إصابته بمرض الإيدز. بالإضافة إلى ذلك، كان قد بدأ بالفعل بكتابة أغاني فيلم علاء الدين (1992). فقد بدأت صحة آشمان بالتدهور مباشرة بعد أن انتهى من كتابة أغاني فيلم حورية البحر الصغيرة. ومع ذلك، قرر إخفاء مرضه عن الجميع باستثناء القليل من الناس. فطلب أشمان أن يسمح له بالعمل على أغنيات الفيلم من منزله حيث انه كان ضعيفا جدا ولا يمكنه السفر مما توجب على مينكن وصانعي الفيلم الاخرين السفر كثيرا من استوديو الفيلم الواقع في بربانك في كاليفورنيا إلى منزل اشمان الكائن في نيويورك من أجل التعاون معه. فقد كتب أشمان معظم كلمات الأغنية وهو على فراش الموت.

## المحتوى والتأليف
أراد الشاعر الغنائي هاوارد أشمان والملحن ألان مينكن لأغاني فيلم الحسناء والوحش أن تكون بمثابة أدوات للحبكة وتساهم في سرد قصتها. وقال مينكن أن أغاني الفيلم انطلقت من حقيقة أن الفيلم تمت كتابته (تقريبا... عبارة عن عرض موسيقي). ومن ناحية الأسلوب، رسم أشمان ومينكن انعكاس إبداعي مستوحى من العديد من الأساليب والأنواع الموسيقية، كالموسيقى الفرنسية والموسيقى الكلاسيكية وموسيقى البوب والبرودواي. حيث تم استخدامها كمرجع ومصدر إلهام أثناء تأليف أغاني الفيلم. إضافة إلى ذلك، كشف مينكن أن أغاني الفيلم والنوتات الموسيقية تميل إلى نقل مجموعة واسعة من العواطف، تتراوح بين الحزن والفكاهة والفرح.
استوحى مينكن تأليف النوتات الاوركسترالية المصاحبة لشارة المقدمة من المجموعة الفرنسية (كرنفال الحيوانات) التي كتبها كميل سان، مشيرا إلى أنها نسخته الخاصة من بين مقطوعات سان. ويعتقد مينكن أن كل المسرحيات الغنائية يجب أن تضم أغنية (أنا أريد) وذلك لأنها أساسا تدور حول شخصية تمتلك حلم كبير، وتواجه بعض الصعوبات من أجل تحقيق هذا الحلم. حيث ان (بيل) أي الجميلة باللغة الفرنسية هي الأغنية الافتتاحية للفيلم التي تحركها الأوركسترا، وقد تضمنت العزف على الاوتار والتي تعتبر بمثابة أغنية (أنا أريد) لفيلم الحسناء والوحش المصحوبة بأوركسترا متكاملة. موسيقيا، أسس مينكن أغنية «بيل» على أسلوب سردي لأوبريت تقليدي، واصفا إياه بأنه (شيء لتصوير بيل في عالم آمن ومحمي جدا). وبالإشارة إلى اختيار آشمان لكلمات الأغنية كأغنية تتميز بروح الدعابة وخفة الدم، وصف مينكن المقطوعة الموسيقية التي تلي شارة المقدمة (غاستون)، كأغنية مضحكه جدا تسمع وقت الثمل، قام بأدائها مجموعة من الرجال ذوي المستوى البدائي تمجيدا لرجل غبي تماما.
عندما جاء الوقت لكتابة المقطوعة الموسيقية المتألقة -ذات النطاق الواسع- المصاحبة لفيلم (كن ضيفنا)، قام مينكن بتأليف وتقديم لحن بسيط لاشمان، كان الهدف منه في البداية هو الاستخدام المؤقت فقط لغرض السماح لشريكه في الكاتبة لبدء تأليف كلمات الأغنية. وأطلق عليها عنوان (الدمية) كعنوان مبدئي. ومع ذلك، استسلم مينكن من محاولته لتطوير اللحن البسيط للأغنية، وأصبحت في نهاية المطاف النسخة التي كتب عليها أشمان أغانيه. فقد وصف مينكن أغنية (كن ضيفنا) كأغنية بسيطة ومتناغمة في آن واحد، مما جعل الأغنية تزداد تألقا.
في البداية، كتب أشمان ومينكن مقطوعة غنائية طويلة ذات نطاق واسع للفيلم بعنوان (إنسان مرة أخرى). ومع ذلك، عندما اعتبراها (طموحاً أكثر من اللازم) قاما بسرعة بكتابة واستبدال الاغنية بواحدة أخرى ذات نطاق أصغر بعنوان (شيء ما هناك). ووفقا لمينكن، كان من الصعب جدا الإتيان بموضوع الفيلم وشارة المقدمة (الحسناء والوحش) على الرغم من بساطتها النسبية. وكشف أن عملية كتابة أغنية (الحسناء والوحش) استغرقت وقتا أطول من الوقت الذي كرسه فيما مضى لكتابة أغنية واحدة بعينها. فقد تصور أشمان ومينكن (الحسناء والوحش) كأغنية يمكن أن يكون لها حياة خارج الفيلم، لذلك تم كتابتها لتشبه التهويدة. وقد كتبت المقطوعة الموسيقية الأخيرة بعنوان (أغنية الحشد) كما وصفها مينكن بأنها (تركز على المغامرات الصعبة).

## التسجيل
حصل الفيلم على ثلاثة ترشيحات منفصلة بعد أن تم عرضه، منها ترشحه لجائزة الأوسكار لأفضل أغنية أصلية عن الأغاني (بيل)، و(كن ضيفنا) و(الحسناء والوحش). وأعرب المخرج دون هان عن قلقه إزاء الالتباس الذي قد يحدث بين الجماهير والناخبين أثناء عملية التصويت، والذي قد يؤدي إلى تعادل سلبي. ومن أجل منع حدوث ذلك، كافح الاستوديو من أجل نجاح شارة المقدمة. فقد قرر إطلاق نسخة البوب لأغنية (الحسناء والوحش) باعتبارها واحدة من الطرق الترويجية لمحاولة إقناع الناخبين للتصويت لصالحها. وبعد كتابة (الحسناء والوحش)، تم تأليفها مع إمكانية تحقيق نجاح خارج الفيلم نفسه. حيث كشف مينكن أن هذه كانت المرة الأولى التي أعاد فيها ترتيب مؤلفاته لتصبح من الأغاني المفضلة لدى الكثيرين.
وظف مينكن الموسيقي روبي بوكانان لترتيب وتحويل أغنية (الحسناء والوحش) إلى دويتو للبوب، في حين كان والتر افاناسييف مسؤولا عن إنتاج المقطوعة. وقد ساعد افاناسييف بوكانان في ترتيب الأغنية، وفي نهاية المطاف، أعجب مينكن بإنتاج افاناسييف. وأضاف موضحاً: «استلم والتر افاناسييف المقطوعة وقام بتحويلها إلى شيء مختلف تماما عما كنت أنوي فعله في أي وقت مضى، ولقد أحببتها. فقد نجح والتر في إنتاجها بطريقة ما، وقد اعجبني ذلك». لم يكن باستطاعة ديزني الدفع لاستئجار مغني مشهور، فقد وظف المغنية الكندية سيلين ديون - التي كانت جديدة نسبياً في مجال الفن والموسيقى- لتسجيل أغنية (الحسناء والوحش). ومع ذلك، خشي الاستوديو من أنها لن تكون محط اهتمام وسائل الإعلام بسبب عدم شهرتها نسبياً في الولايات المتحدة، لذلك استأجر الاستوديو المغني الأمريكي بيبو بريسون- الذي كان أكثر شهرة في مجال تسجيل الأغاني في ذلك الوقت- ليلازمها في الأداء. وتم إطلاق أول أغنية تم تلحينها كأغنية الألبوم الرئيسية في 16 من نوفمبر، 1991.

## الاستقبال ورأي الساحة

### رأي النقاد
| التصنيفات الفنية |              |
| ---------------- | ------------ |
| التقييمات        | المصدر       |
| 4.5/5            | أول ميوزيك   |
| 5                | Filmtracks   |
| 4.5/5            | Sputnikmusic |

على غرار التجاوب الحاسم الذي حققه فيلم (الحسناء والوحش) والذي كان في غاية الإيجابية، قوبلت الموسيقى التصويرية للفيلم بإشادة كلٍ من نقاد الموسيقى والأفلام، فقد حصل تقريبا على الثناء بالإجماع لكلٍ من الأغاني والنوتات الموسيقية. ومنحت تافيا هوبارت - من موقع أول ميوزيك - الموسيقى التصويرية ما يقرب 4.5/5 نقطة من النتيجة الإجمالية، واصفة مؤلفات أشمان ومينكن بأنها (مبهجة بشكل إيجابي).
ومع ذلك، شعرت توبارت أن نوتات الأوركسترا الخاصة بالألبوم لم تكن جيدة بقدر نوتات (حورية البحر الصغيرة). بينما كان فيلمتراكس متحمسا بشكل كبير حول الألبوم، مشيدا كل ما يحتويه من أغاني، واصفا إياهم (مبهجه بشكل ملحوظ). وأشاد المراجع أيضا بأشمان ومينكن لتجنبهما العروض الكوميدية الغبية التي تهدف استقطاب الأطفال. وعلى عكس رأي موقع AllMusic، رأى المراجع أن النوتات الموسيقية كانت أفضل بكثير من تلك التي تم تأليفها لفيلم الحورية الصغيرة. ومنح سبوتنيكماسكيس ارفينج تان الألبوم تقييم «رائع» أي ما يقارب 4.5 / 5 نقطة. مشيدا بمجموعة الأغاني الخاصة بالفيلم في تقرير مفصل، ويرى تان ان اجمالي جاذبية الموسيقى التصويرية تعود إلى النجاح الكبير الذي حققه الفيلم.
عندما أُطلِق (الحسناء والوحش) في نوفمبر\ تشرين الثاني عام 1991، وجه العديد من نقاد الأفلام والترفيه ثناء خاصا للموسيقى المصاحبة للفيلم، لكلٍ من الأغاني والنوتات الموسيقية. فقد كتبت ليزا سشوارزبام في مجلة انترتينمنت ويكلي: تطلق الأغاني تفاعل كيميائي من السعادة.
مثلما دخل الفيلم التاريخ عندما أصبح أول فيلم رسومي مرشح لجائزة الأوسكار، كذلك دخلت الموسيقى التصويرية التاريخ عندما رشحت لجائزة غرامي لألبوم السنة. (إلى الآن، لم يتم ترشيح أي موسيقى تصويرية لفيلم رسومي آخر في هذه الفئة). إضافة إلى ذلك، تلقت نسخة البوب لشارة المقدمة (الحسناء والوحش) عدة ترشيحات لجائزة غرامي لتسجيل وأغنية السنة. وإجمالا، فازت الموسيقى التصويرية ب 3 جوائز غرامي لأفضل دويتو للبوب / أداء جماعي لكلٍ من المطربة سيلين ديون والمطرب بيبو برايسون، وأفضل أداء آلي لموسيقى البوب للمطرب ريتشارد كوفمان، وأفضل أغنية كتبت لرسوم متحركة للمؤلف الآن مينكن.

## قائمة الأغاني
في الفيلم، يتم عرض المقطوعة الثامنة بعد عرض المقطوعة التاسعة. جميع المقاطع من تأليف الملحن الآن مينكن والملحن هاوارد اشمان. جميع النوتات الموسيقية من تأليف وإنتاج مينكن. جميع الأغاني من إنتاج الآن مينكن وهاوارد اشمان باستثناء الاغنية رقم 15 من إنتاج والتر افاناسيف.
| الرقم | العنوان                              | الفنان (ون) | المدة |
| ----- | ------------------------------------ | --- | ----- |
| 1     | "Prologue" (اغنية)                   | | 2:26  |
| 2     | ([A])"Belle"                         | جيسي كورتي، بايج، وايت تشورس                                                                                             | 5:09  |
| 3     | "Belle"                              | اوهارا | 1:05  |
| 4     | "Gaston"                             | كورتي، وايت، تشورس | 3:40  |
| 5     | "Gaston" (مقطوعة)                    | كورتي، وايت، تشورس | 2:04  |
| 6     | ([A])"Be Our Guest"                  | انجيلا لانسبوري، جيري اورباش، تشورس                                                                                      | 3:44  |
| 7     | "Something There"                    | انسبوري، ديفيد، اورباش، اوهارا، روبي بينسون                                                                              | 2:19  |
| 8     | "The Mob Song"                       | لانسبوري (تحدث) ستيرز (تحدث)اورباش (تحدث)كيمي روبيرستون (تحدث) اوهارا (تحدث)ركس اوفرهارت (تحدث) وايت بينسون (تحدث) تشورس | 3:30  |
| 9     | ([B])"Beauty and the Beast"          | لانسبوري | 2:46  |
| 10    | "To the Fair" (اغنية)                | | 1:58  |
| 11    | "West Wing" (اغنية)                  | | 3:42  |
| 12    | "The Beast Lets Belle Go" (اغنية)    | | 2:22  |
| 13    | "Battle on the Tower" (اغنية)        | | 5:29  |
| 14    | "Transformation" (اغنية)             | | 5:47  |
| 15    | ([B]) "Beauty and the Beast" (دويتو) | سيلين ديون وبيبو برايسون                                                                                                 | 4:04  |

المدة الإجمالية: 50:12

## الاغاني والتسجيلات التي لم يتم اصدارها
1. Prologue: [2:32] ولم تكن ضمن أي من الألبومات التي تم إطلاقها تجاريا "Music Behind the Magic" (موسيقى بعد السحر) كانت ضمن القرص المضغوط
2. Belle (معزوفة) [5:04]
3. Gaston Stops Belle [0:56]
4. The Spooky Forest / Wolf Attack [2:38]ولم تكن ضمن أي من الالبومات التي تم إطلاقها تجاريا "Music Behind the Magic" كانت ضمن القرص المضغوط
5. A Guest in the Castle [3:04]
6. Gaston Proposes to Belle [1:33]
7. Belle Reprise (معزوفة) [1:00]
8. Belle Goes in Search of Maurice / Take Me Instead [3:50]
9. Belle’s New Home [1:49] تم إصدار هذا النغمة جزئيا على شريط كاسيت واصدارات القرص المضغوط CD الأصلي، ولكن لم تصدر في ألبوم النسخة الخاصة)
10. Gaston (معزوفة) [3:36]
11. Gaston Reprise (معزوفة) [1:52]
12. Belle Meets the Servants [1:23]
13. An Invitation to Dinner / Nothing But a Monster [3:03]
14. The Wandering Guest [0:41]
15. Music?! / Be Our Guest (معزوفة) [3:43]
16. Tour of the Castle [2:14]
17. Helping the Beast [0:25]
18. Belle Tends to the Beast’s Wounds / Gaston’s Plot / Maurice Goes For Belle [2:00]
19. Something Special for Belle [2:03]
20. Breakfast with the Beast / “There's Something There” (معزوفة) [2:40]
21. Cleaning the Castle [0:35]
22. “Human Again” (معزوفة) [4:40]
23. Grooming the Beast [1:00]
24. Beauty and the Beast (معزوفة) [2:42]
25. Belle Leaves / Finding Maurice / A Stow-a-way [1:39]
26. Gaston’s Plan [1:45]
27. “The Mob Song” (معزوفة) [3:26]
28. Battle on the Tower (نسخة كاملة) [5:27]
29. Transformation (نسخة الفيلم) [5:46]
30. Transformation (Sans Disney Chorus) [5:46]

الوقت الإجمالي للأغاني والتسجيلات التي لم يتم إصدارها (بدون استخدام المعزوفات): تقريبا. 33 دقيقة
الوقت الإجمالي للأغاني والتسجيلات التي لم يتم إصدارها (باستخدام المعزوفات): تقريبا. ساعة واحدة